# 方世玉與洪熙官
《方世玉与洪熙官》（英語：Heroes Two）是1974年张彻执导的香港动作剧情电影，由傅声、陈观泰等人领衔主演，该电影主要讲述清朝初年方世玉和洪熙官的事情。

## 劇情簡介
洪熙官原本是少林弟子，在清军围剿少林寺的时候，只有他逃了出来，并且他决定先躲起来，然后重整旗鼓，并准备有朝一日能东山再起。
然而，他最终还是被清军发现，并且在洪熙官躲避清军追捕的时候，意外的遇到了方世玉。
最初方世玉认为洪熙官是一个恶徒，于是决定帮助清军捉住洪熙官。但随后他才清楚了洪熙官的真实身份，并决定帮助他……

## 演员
- 傅声
- 陈观泰
- 朱牧
- 方心
- 王青
- 余袁稳
- 徐发
- 罗强
- 江全
- 卢慧
- 黄梅
- 徐建华
- 李振标
- 叶天行
- 冯克安
- 郑则仕
- 李海生
- 刘家荣
- 陆剑明
- 袁信义
- 姜南
- 陈国权
- 戚毅雄

## 相關連結
- 豆瓣电影上《方世玉與洪熙官》的資料 （简体中文）
- 互联网电影数据库（IMDb）上《方世玉與洪熙官》的资料（英文）